# Eva Gredal
Eva Gredal (geborene Wilhelmsson) (* 19. Februar 1927 in Nørresundby, Dänemark; † 2. August 1995 in Stege, Dänemark) war eine dänische sozialdemokratische Politikerin. Sie war dänische Sozialministerin und später Mitglied des Europäischen Parlaments.

## Biografie
Eva Gredal wuchs in ärmlichen Verhältnissen auf. Dennoch machte sie 1947 ihr Abitur und studierte an der Universität Kopenhagen Sozialarbeitswissenschaft. 1949 heiratet sie Kaj Otto Gredal, mit dem sie vier Kinder hatte. 1954 schloss sie ihr Studium ab. Von 1959 bis 1967 war sie Vorsitzende des dänischen Sozialarbeiterverbands und von 1967 bis 1971 stellvertretende Vorsitzende des Nationalen Verbandes für psychische Hygiene.
Gredal wurde 1971 ins dänische Parlament (Folketing) gewählt. 1971 bis 1973 und noch einmal von 1975 bis 1978 war sie Sozialministerin. Zu ihren Leistungen als Ministerin gehören unter anderem eine Arbeitslosengeldreform und ein neues Sozialhilfegesetz. 1979 bis 1989 war sie Mitglied des Europäischen Parlaments. 1990 bis 1992 war sie Vorsitzende der Europäischen Bewegung.

## Auszeichnungen
- 1975: Mathildeprisen von Dansk Kvindesamfund